# エレクトロニクス用語一覧
エレクトロニクス用語一覧（エレクトロニクスようごいちらん）とは、電気工学、電子工学、無線工学、電力、電子部品、半導体、デバイスなどに関する用語を五十音順に列挙した目次である。
- その他の総合目次に関する項目
  - 情報・通信・コンピュータ一覧の一覧
  - 通信用語一覧

## ア行
- アクチュエータ
- 圧電素子（素子）
- アッテネータ
- アドミタンス
- アナログ
- アナログ回路
- アナログ信号処理
- アナログスイッチ
- アナログ-デジタル変換回路 (ADC)
- アナログマルチメータ（計測器）
- アノード (陽極)
- アマチュア無線
- アルカリマンガン乾電池
- アンテナ
- アンテナ・アナライザ
- アンプ

- 位相変調
- 一次電池
- インバータ（電源回路）
- インピーダンス
- イミタンス

- 映像機器
- 映像信号
- 液晶ディスプレイ（表示デバイス）
- エレクトロニクス
- エレクトロルミネセンス (EL)

- オシロスコープ（計測器）
- オペアンプ（アナログ回路）
- オームの法則
- 音響機器
- 音声合成LSI

## カ行
- がいし
- 開閉器 (スイッチ)
- 化学電池
- 加速度センサー
- カソード（陰極）
- 可変電圧可変周波数制御
- 乾電池

- 記憶装置
- 給電線
- キャパシタ (コンデンサ)

- 組み込みシステム

- 継電器 (リレー)
- ゲートターンオフサイリスタ
- 検波

- コイル
- 工具
- 鉱石ラジオ
- 高調波
- 光電効果
- 交流
- 固体撮像素子
- コネクタ（部品）
- コンデンサ（素子）

## サ行
- サイリスタ（素子）
- サーミスタ（温度センサ）
- 三相交流
- 撮像管

- 磁気コアメモリ
- 実効値
- 集積回路 (IC)（半導体）
- 充電
- 周波数
- 周波数変調 (FM:Frequency Modulation)（電波）

- 受動素子
- ショットキーバリアダイオード（素子）
- シリーズレギュレータ
- 真空管（素子）
- 信号
- 振幅変調 (AM)

- 水銀電池
- 水晶振動子（素子）
- スイッチ (開閉器)
- スイッチング制御
- スナバ回路
- スピーカー

- 整流器
- 整流子電動機
- 絶縁ゲートバイポーラトランジスタ
- 絶縁体
- 絶縁破壊
- 接地
- センサ（素子）

- 走査
- 送電
- 増幅回路

## タ行
- ダイオード（素子）
- 太陽電池
- 短絡 (ショート)
- 端子台

- 超伝導
- 直流
- 直流回路
- チョッパ制御

- 通信工学

- 抵抗器（素子）
- ディップスイッチ
- ディップメータ
- デジタル
- デジタル-アナログ変換回路 (DAC)（素子）
- デジタル回路
- デジタルシグナルプロセッサ (DSP)
- デジタルマルチメータ（計測器）
- デジタルミラーデバイス（表示デバイス）
- テスター (回路計)（計測器）
- 電圧
- 電界効果トランジスタ (FET)（素子）
- 電界放出ディスプレイ (FED)（表示デバイス）
- 電気街
- 電気回路
- 電気計測工学
- 電気工学
- 電気製品の一覧
- 電気通信
- 電気伝導体
- 電源回路
- 電子
- 電子回路
- 電子管
- 電子機器
- 電子工学
- 電子工作
  - 電子工作の歴史
- 電磁シールド
- 電磁石
- 電磁波
- 電子部品
- 電線
- 伝送工学
- 電池
- 電動機 (モーター)
- 電波
- 電流
- 電力
- 電力機器
- 電力工学

- 同軸ケーブル
- トランジスタ（素子、半導体）
- トランス（変圧器）

## ナ行
- 鉛蓄電池

- 二次電池
- ニッケル・カドミウム蓄電池
- ニッケル・水素蓄電池

- 燃料電池

## ハ行
- 配線
- 配線部品
- 配線用遮断器（ブレーカー）
- バイパス・コンデンサ（パスコン、デカップリング・コンデンサ）
- 白色雑音 (ホワイトノイズ)
- 白色発光ダイオード（表示デバイス）
- 白熱電球
- 波形整形
- 波形整形回路
- 発光ダイオード (LED)（表示デバイス）
- 発振回路
- 発電
- 発電機
- パルス変調 (PM)
- ハロゲンランプ
- パワーエレクトロニクス
- 搬送波（電波）
- はんだ
- はんだ付け
- 半導体
- 半導体工学
- 半導体素子
- 半導体メモリ
- 半導体レーザー

- 光エレクトロニクス
- 光ファイバー
- ヒューズ
- 標準ロジックIC（論理回路）
- 避雷器
- 避雷針

- フィードバック
- フィルタ回路
- 復調
- ブラウン管（表示デバイス）
- プラズマディスプレイ（表示デバイス）
- ブラックボックス
- フラッシュメモリ（半導体メモリ）
- フーリエ変換
- プリント基板（部品）
- プログラマブルロジックデバイス (PLD)（デジタル回路）

- 平衡
- 変圧器
- 変調方式

- ホワイトノイズ

## マ行
- マイクロ波
- マイクロプロセッサ (MPU)（デジタル回路）
- 巻線
- マグネトロン

- 無線

- メカトロニクス
- マルチメータ

## ヤ行
- 有機ELディスプレイ（表示デバイス）

## ラ行
- ラジオ
- ラジコン (ラジオコントロール)

- 理科離れ
- リチウムイオン二次電池
- リチウム電池
- リニアモーター
- リモコン（リモートコントロール）
- リレー (継電器)

- レーダー

- 論理回路

## ワ行
- ワイヤラッピング

## A
- ADC（Analog - Digital Converter アナログ-デジタル変換回路）
- AM（Amplitude Modulation, 振幅変調）
- ASIC（Application Specific Integrated Circuit 特定の用途向けIC）

## C
- CAD (Computer Aided Design)（設計）
- CCDイメージセンサ（撮像素子）
- CMOS (Complementary Metal Oxide Semiconductor)（半導体）
- CMOSイメージセンサ
- CRT (Cathode Ray Tube)（表示デバイス）

## D
- DAC（Digital - Analog Converter デジタル-アナログ変換回路）（素子）
- DRAM (Dynamic Random Access Memory)（半導体メモリ）
- DSP（digital signal processor, デジタルシグナルプロセッサ）
- DVDフォーラム

## E
- EPROM (Erasable Programmable ROM)（半導体メモリ）

## F
- FED（電界放出ディスプレイ）（表示デバイス）
- FET（Field effect transistor 電界効果トランジスタ）（素子）
- FM（Frequency Modulation, 周波数変調）（電波）

## I
- IC（Integrated Circuit 集積回路）（素子）
- ICE (In-Circuit Emulator)

## L
- LED（Light Emitting Diode, 発光ダイオード）（表示デバイス）

## M
- MEMS (Micro Electro Mechanical Systems) - センサ、能動素子をシリコン基板に集積
- MOSFET（電界効果トランジスタ）

## N
- NTSC

## P
- PCM（Pulse-code modulation, パルス符号変調）
- PLD（programmable logic device プログラマブルロジックデバイス）（デジタル回路）
- PROM (Programmable ROM)（半導体メモリ）

## R
- RAM (Random Access Memory)（メモリ）
- ROM (Read Only Memory)（メモリ）

## S
- SCR（サイリスタ）
- SED（表面伝導型電子放出素子ディスプレイ）（表示デバイス）
- SRAM (Static Random Access Memory)（半導体メモリ）
- SystemC システム記述言語の一種

## T
- TTL (Transistor-transistor logic)（半導体）

## U
- UHF (Ultra High Frequency 極超短波)（電波）

## V
- Verilog ハードウェア記述言語の一種
- VHDL ハードウェア記述言語の一種
- VHF (Very High Frequency, 超短波)（電波）